# Lit (tätort)
Lit är en tätort i Lits distrikt i Östersunds kommun.
Lit ligger vid europaväg 45 och Inlandsbanan 23 km norr om Östersund. Orten ligger på Indalsälvens norra strand. Strax öster om samhället har Hårkan sitt utlopp och sex kilometer väster om samhället förenar sig Långan med Indalsälven.  
Väster om Lit ligger Klösta och Lits kyrka.

## Befolkningsutveckling
| Befolkningsutvecklingen i Lit 1960–2020                                        | Befolkningsutvecklingen i Lit 1960–2020 | Befolkningsutvecklingen i Lit 1960–2020 | Befolkningsutvecklingen i Lit 1960–2020 | Befolkningsutvecklingen i Lit 1960–2020 |
| ------------------------------------------------------------------------------ | --------------------------------------- | --------------------------------------- | --------------------------------------- | --------------------------------------- |
|                                                                                |                                         |                                         |                                         |                                         |
| År                                                                             |                                         |                                         | Folkmängd                               | Areal (ha)                              |
| 1960                                                                           | 1960                                    |                                         | 619                                     |                                         |
| 1965                                                                           | 1965                                    |                                         | 634                                     |                                         |
| 1970                                                                           | 1970                                    |                                         | 846                                     |                                         |
| 1975                                                                           | 1975                                    |                                         | 1 053                                   |                                         |
| 1980                                                                           | 1980                                    |                                         | 1 039                                   |                                         |
| 1990                                                                           | 1990                                    |                                         | 1 045                                   | 121                                     |
| 1995                                                                           | 1995                                    |                                         | 1 136                                   | 125                                     |
| 2000                                                                           | 2000                                    |                                         | 1 068                                   | 125                                     |
| 2005                                                                           | 2005                                    |                                         | 1 051                                   | 125                                     |
| 2010                                                                           | 2010                                    |                                         | 1 040                                   | 125                                     |
| 2015                                                                           | 2015                                    |                                         | 1 117                                   | 133                                     |
| 2020                                                                           | 2020                                    |                                         | 1 182                                   | 135                                     |
| Anm.: Sammanvuxen 2015 med småorten Korsta och Prästlägden och 2023 med Klösta |                                         |                                         |                                         |                                         |

## Samhället
Lits kyrka är från 1797 och ligger i Klösta, cirka två kilometer väster om Lits centrum. Lits hembygdsgård i ligger i Korsta, som numera också utgör en del av tätorten.
I samhället finns bland annat en affär, flera frisörer, en pizzeria samt bensinstation och en skidbacke, och vid skolan finns en sporthall. Vid den gamla bron över Indalsälven låg Gästgivargården, som även var ett hotell.
I Lit finns ett rikt utbud av natur- och fritidsaktiviteter. Vid Treälvsskolan i Lit finns bibliotek, hockeyrink, multiarena samt en sporthall med simbassäng. Under vinterhalvåret finns möjlighet till skoteråkning samt skidåkning i byns elljusspår och slalombacke.
Vackert belägen vid Indalsälven finns även en boulebana och en strandvolleybollbana. Lits camping med badplats är ett populärt utflyktsmål under sommarhalvåret.
Lits Byförening har ett 30-tal aktiva föreningar knutna till sig och driver även Lits fritidsgård som ett kooperativ. Lits Byförening arbetar med långsiktiga utvecklingsarbeten inom områden som bostadsbyggande och fritidsaktiviteter. Till meritlistan kan läggas brobygget över Indalsälven som invigs hösten 2019.
I Lit finns både förskola, grundskola, fritidshem, öppen förskola samt en fritidsgård som drivs i kooperativ regi av Lits Byförening. Verksamheterna ligger i anslutning till bibliotek, hockeyrink, multiarena, sporthall och bad.
I Lit finns en hälsocentral med anslutande apotek. I Lit finns även det särskilda boendet Häradsgården. I den närliggande byn Högarna finns omsorgskooperativet Brännagården. Lit har även en egen hemtjänst. 
I Lit finns cirka 70 aktiva registrerade företag inom olika branscher. Några exempel är skogsföretag, jordbruk, företag inom hantverksbranschen (bygg, el och måleri), mark- och grundarbete, transportföretag, konsultföretag, tandläkare, hälso- och sjukvård med flera.
De arbetstillfällen som utförs i Lit finns bland annat inom utbildningssektorn, företagstjänster, byggverksamhet, handel, vård- och omsorg, tillverkning och utvinning, jordbruk, skogsbruk och fiske (siffror från 2017).

### Bankväsende
Sundsvalls handelsbank etablerade ett kontor i Lit under 1916. Banken uppgick i Uplands enskilda bank året därpå. År 1932 såldes Uplandsbanken sin kontor i Norrland, inklusive det i Lit, till Svenska Handelsbanken. Även den år 1917 grundade Jämtlandsbanken hade tidigt ett kontor i Lit. Jämtlandsbanken avvecklades 1923 och kontoret överläts till Jämtlands folkbank.
År 2011 lade Swedbank ner sitt kontor i Lit. Den 24 mars 2021 stängde även Handelsbanken, varefter orten kom att sakna bankkontor.

## Personer med anknytning till orten
- Birgitta Englin, skådespelare, teaterdirektör och regissör
- Sven O. Persson, entreprenör
- Sven "Plex" Pettersson, sportjournalist
- Kristian Lindström, curlingtränare för Storbritanniens damlag. OS-guld i Peking 2022.